# Červená Hora
Červená Hora é uma comuna checa localizada na região de Hradec Králové, distrito de Náchod‎.